# Morato
In araldica, il morato o, in inglese, murrey è uno stain, uno smalto non standard, di colore tendente al bruno, più precisamente rosso violaceo.
Secondo i dizionari inglesi, murrey è il colore delle more, tra il rosso e il porpora, simile al bordeaux, anche se esempi in Canada e in Scozia mostrano come sia anche considerato come un marrone rossastro.
La bandiera della Seconda repubblica spagnola, negli anni trenta fu un tricolore a strisce orizzontali di colore rosso, giallo e morato.

Di morato, al quartier franco d'oro, caricato di un aquila di rosso, coronata d'oro.
City University (Londra)
Fascia e bordura di morato nello stemma dell'Università del Galles
Bandiera della Seconda Repubblica Spagnola (1931-1939)